# Wilhelm Renner (General)
Wilhelm Renner (* 17. April 1915 in Stuttgart; † 13. Juni 1982 in Hergensweiler) war ein Brigadegeneral des Heeres der Bundeswehr.

## Leben
Renner, Sohn eines Oberst, trat am 1. April 1935 als Offizieranwärter beim Infanterie-Regiment Meiningen in die Wehrmacht ein. Am 1. April 1937 wurde er zum Leutnant befördert, war von März 1937 bis April 1938 Zugführer im Schützen-Regiment 2 in Meiningen, von April bis November 1938 Führer Betriebsstoffkolonne der 2. Panzer-Division in Wien und von Dezember 1938 bis September 1941 Zugführer, Kompanieführer und ab dem 8. September 1939 Kompaniechef der 8. Kompanie des Schützen-Regiments 2 in Polen, Frankreich und auf dem Balkan. Am 5. August 1940 wurde ihm als Oberleutnant das Ritterkreuz des Eisernen Kreuzes für die Einnahme von Fort Parmont in Remiremont in den Vogesen verliehen. Nach einer Einweisung ins Lazarett am 29. September 1941 war er vom 3. Februar bis Ende Oktober 1942 Lehrer für Kompanieführer an der Panzertruppenschule Wünsdorf. Vom 1. Dezember 1942 bis Januar 1943 war er zum Stab der 377. Infanterie-Division kommandiert, im Januar 1943 Führer einer Kampfgruppe des XVII. Armeekorps im Raum Woronesch, von Februar bis April 1943 Erster Generalstabsoffizier (Ia) der Kampfgruppe Brohm im Raum Kursk und vom April bis Mai 1943 zum Stab der 340. Infanterie-Division in der Sowjetunion kommandiert. Vom 1. Juni bis Oktober 1943 besuchte er den 10. Generalstabslehrgang an der Kriegsakademie in Berlin und Bad Salzbrunn, bevor er vom 25. Oktober 1943 bis Juli 1944 zweiter Generalstabsoffizier (Ib) der 326. Infanterie-Division in Südfrankreich war, wo er am 1. Januar 1944 zum Major im Generalstab befördert wurde. Vom 2. August bis Dezember 1944 war er Sachbearbeiter Op A West im Wehrmachtsführungsstab/Oberkommando der Wehrmacht und vom 6. Januar bis Kriegsende Ia der 21. Panzer-Division in den Räumen Straßburg und Görlitz. Von Mai bis Juli 1945 war er in US-amerikanischer Kriegsgefangenschaft.
1946/47 war Renner Hilfsarbeiter bei der Firma Ing. W. Kirsch in Sankt Wolfgang in Österreich, vom 1947 bis 1950 Einkaufs- und Verkaufsleiter der Calorit-Werke in Linz und von 1950 bis Ende 1956 Verkaufsleiter der Firma K. Winter KG.
Am 16. Dezember 1956 wurde Renner als Major in die Bundeswehr eingestellt und war zunächst bis Dezember 1958 Referent zur besonderen Verwendung Heer im Bundesministerium der Verteidigung in Bonn. Von Januar bis Mai 1957 besuchte er den Generalstabslehrgang am Command and General Staff College der United States Army in Fort Leavenworth, Kansas, Vereinigte Staaten, und war von November 1958 bis Dezember 1960 Taktiklehrer an der Führungsakademie der Bundeswehr in Hamburg. Anschließend war er von April 1961 bis Juni 1963 Chef des Stabes der 12. Panzerdivision in Veitshöchheim und wurde im Juli 1963 Referatsleiter in der Stabsabteilung II im Führungsstab des Heeres im Bundesministerium der Verteidigung in Bonn.
Von 24. März 1966 bis 23. März 1972 war Renner Brigadekommandeur der Panzerbrigade 21 in Augustdorf, wo er am 1. Juli 1969 zum Brigadegeneral ernannt wurde. Mit Ablauf des März 1972 wurde er in den Ruhestand versetzt.

## Auszeichnungen
- Verwundetenabzeichen in Schwarz (1939)
- Eisernes Kreuz II. Klasse (1939)[1]
- Eisernes Kreuz I. Klasse (1939)[1]
- Ritterkreuz des Eisernen Kreuzes (1940)